# Too Experienced: The Best of Barrington Levy
A Too Experienced: The Best Of Barrington Levy  egy válogatáslemez Barrington Levy legjobb dalaiból; 1998-ban jelent meg.

## Számok
1. Murderer
2. Under Me Sensi
3. Prison Oval Rock
4. My Time
5. She's Mine
6. Shine Eye Girl
7. No Fuss, No Fight
8. Black Roses
9. Girl Salute
10. Teach the Youth
11. Too Experienced
12. Don't Throw It All Away
13. Vice Versa Love
14. Living Dangerously – Bounty Killer, Barrington Levy
15. Dancehall Rock – Barrington Levy, Cutty Ranks
16. Work – Jigsy King, Barrington Levy